# Castelo (Sertã)
Castelo is een plaats (freguesia) in de Portugese gemeente Sertã en telt 1163 inwoners (2001).